# Erecteion

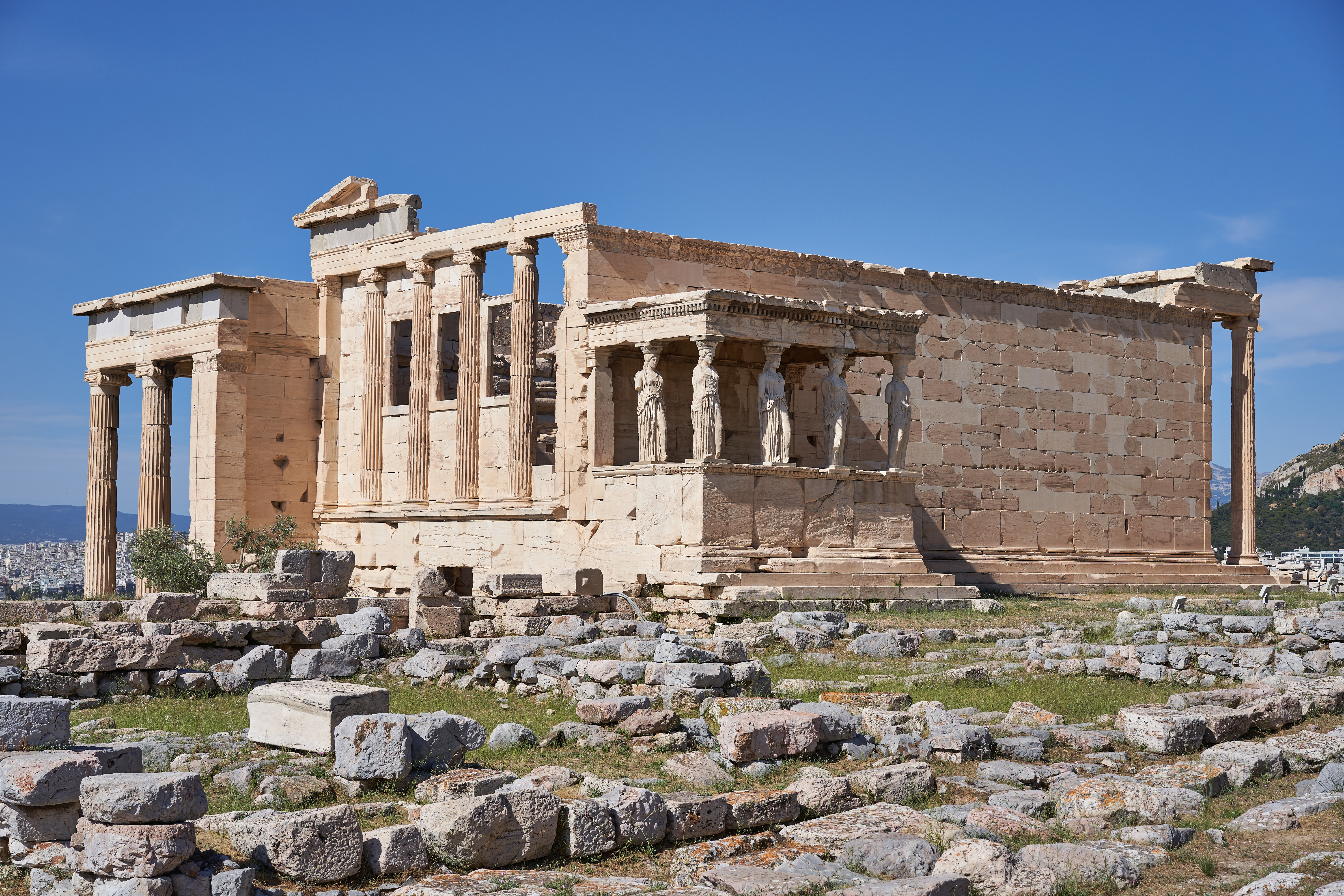
Erecteion

O Erecteion, também conhecido como Erectêion ou Erectéion (em grego Έρέχθειον, transl. Eréchtheion) é um templo grego consagrado a Atena e a Posídon. Foi construído entre 421 a 406 a.C., por Mnesicles.
É considerado o mais belo monumento em estilo jônico, a despeito das singularidades do seu plano e elevação, que se têm explicado pela necessidade de contrabalançar discretamente o Partenon e de reunir diversos santuários primitivos, tendo em atenção as lendas do local, onde havia uma fonte de água salgada e uma oliveira, que se diziam dádivas de Poseidon e de Atena, na sua luta pela posse da cidade. Possui duas celas individuais, e irregulares, devido à diferença de terreno e três pórticos desiguais. O pórtico Norte distingue-se pela altura das suas colunas e delicadeza dos capitéis; o pórtico Sul é o mais famoso por ter seis cariátides, ou korai, fazendo as vezes de colunas. Em redor de todo o templo havia um friso, da qual restam alguns fragmentos conservados no Museu da Acrópole de Atenas.
Já na Ilíada, embora em passo considerado do século VI a.C., fala-se de um templo dedicado a Erecteu.
No interior do templo, vivia uma serpente, para a qual se oferecia um bolo sagrado cuja recusa era tomada como sinal de mau agouro para os atenienses.